# Religija u Bosni i Hercegovini
Religija u Bosni i Hercegovini zastupljena je s nekoliko vjerskih zajednica.

## Povijest
Bosna i Hercegovina je tradicijski rimokatolička. Velika šizma ostavila je BiH u rimokatoličkom svijetu. Tijekom povijesti imala je svoje kršćanske hereze (bosanski krstjani, bogumili). Pravoslavlje se širi seobama pravoslavnih Vlaha iz Polimlja. Osmanska osvajanja donose islam. Za mirnih godina islam se nije mnogo proširio i manji je broj ljudi prešao na islam. Ako je bilo prelazaka, bogati su prelazili radi očuvanja povlastica, a siromašni radi stjecanja povoljnijeg statusa u odnosu na kršćane. Zadnja pojava osobito je bila jača u siromašnijim krajevima. Nemirnije godine i ratovi sa susjednim rimokatoličkim zemljama značile su problem za rimokatolike, zbog čega su bili smatrani čimbenikom nestabilnosti i nepovjerenja, pa su bili izloženi pritiscima. Mnogi su iselili ili prešli na drugu vjeru. Dio je prešao na pravoslavlje, jer nije htio otići iz kršćanstva, dio na islam. Pravoslavlje je bilo u povoljnijem položaju jer pravoslavne države nisu bile opasnost po Osmansko Carstvo, zbog čega se pravoslavna vjera nesmetanije širila. Zbog specifičnog osmanskog sustava, pravoslavni su bili država u državi, a od sultana su tražili da od rimokatolika ubiru porez. Iseljavanje katolika i prelazak katolika na pravoslavlje za posljedicu je imalo porast udjela pravoslavnih na prvo mjesto. Izgonom židova s Pirenejskog poluotoka donosi židovske vjernike u BiH, koji su ovdje imali bolje uvjete. Dolazak Austro-Ugarske značilo je oslobađanje za rimokatolike i onda raste udio rimokatolika u BiH. Dolaze i pripadnici protestantskih zajednica. Rimokatolici u BiH većinom su Hrvati, a s Austro-Ugarskom dolaze i rimokatolici drugih nacionalnosti, koji se pohrvaćuju, a doseljavaju se i grkokatolici. U Kraljevini SHS odnosno Kraljevini Jugoslaviji politika je bila stimuliranje odlaska muslimana u Tursku i doseljavanje pravoslavnih službenika Srba iz Srbije. Tu je politiku potiho nastavila i socijalistička Jugoslavija. U drugom svjetskom ratu pripadnost određenoj vojsci iskoristila se za sravnavanje računa s drugim vjerskim skupinama u prošlosti, pravoslavni Srbi udarili su na rimokatoličke i muslimanske Hrvate jer nisu htjeli hrvatsku državu, a rimokatolički i muslimanski Hrvati osvećivali su se pravoslavnim Srbima za monarhofašističko nasilje karađorđevićevske Jugoslavije. Spirala nasilja samo se širila. Svaka je vjerska skupina osjetila velike gubitke. Židove je pogodio holokaust. Akcije oslobađanja od osovinskih snaga bile su praćene i nepotrebnim bitkama u kojima su se u bratoubilačkom ratu osobito međusobno potirali Hrvati katolici, uz činjenicu da su dojučerašnji četnici, sada s partizanskim znakovljem iskoristili prigodu za nastaviti (prije)ratnu praksu. Krajem rata rimokatolici dolaze na zub novoj vlasti, a dio muslimana, dojučerašnjih zadrtih pristaša NDH okrutno udara na rimokatoličke Hrvate, uz već postojeće osvete pravoslavnih Srba. U socijalističkoj Jugoslaviji politika stigmatiziranja sprovodila se nad Hrvatima pa su mnogi iselili, uključujući politiku liberanog davanja putovnica, čime je smanjivan apsolutni broj rimokatoličkih Hrvata. Pritisak su osjetile i druge vjere, i muslimanska i u manjoj mjeri pravoslavna. Promicao se ateizam. Pred pad komunizma rastu vjerski osjećaji. Velikosrpska agresija i umjetno izazvani građanski rat dijela Hrvata i dijela Muslimana u BiH rezultirale su okrutnom homogenizacijom etničko-vjerskim čišćenjem vjerski šarolikog teritorija. U BiH su došli borci, humanitarci i misionari iz islamskih zemalja drukčije tradicije islama od bosanskohercegovačkog. Rimokatolici su u ratu najviše postotno izgubili čemu je mnogo pridonijelo nerazumijevanje međunarodne zajednice, prijeratna antihrvatsko-antikatolička propaganda, kao i prljavi interesi određenih zapadnih zemalja tvoraca i čuvara Jugoslavije, zatim muslimani (koji su najviše izgubili u apsolutnom broju vjernika) pa tek onda pravoslavni. Malobrojna židovska zajednica preko Hrvatske je otišla u Izrael. Republika Srpska gotovo u potpunosti je pravoslavna danas, s vrlo malo od nekad brojnih rimokatolika i muslimana.

## Vjerska struktura
Procjene koje navodi CIA za 2013. godinu govore o sljedećem vjerskom sastavu:
- muslimani (suniti) 50,7%
- pravoslavni (Srpska pravoslavna Crkva) 30,7%
- rimokatolici 15,2%
- ateisti 0,8%
- agnostici 0,3%
- ostali 1,2% (židovske vjere, starokatolici, protestanti)
- neizjašnjeni i bez odgovora 1,1%

## Galerija
- Širenje kršćanstva u Europi i na Sredozemlju.
- Europa u doba velike podjele 1054. godine.
- Religija u Europi, na Sredozemlju i na Bliskom Istoku 1100.
- Religije u Europi 1560.